# Бунвілл (Індіана)
Бунвілл (англ. Boonville) — місто (англ. city) в США, в окрузі Воррік штату Індіана. Населення — 6712 особи (2020).

## Географія
Бунвілл розташований за координатами 38°2′43″ пн. ш. 87°16′26″ зх. д. / 38.04528° пн. ш. 87.27389° зх. д. (38.045154, -87.273811).  За даними Бюро перепису населення США в 2010 році місто мало площу 7,81 км², з яких 7,77 км² — суходіл та 0,03 км² — водойми. В 2017 році площа становила 12,73 км², з яких 12,70 км² — суходіл та 0,04 км² — водойми.

## Демографія
Згідно з переписом 2010 року, у місті мешкало 6246 осіб у 2549 домогосподарствах у складі 1647 родин. Густота населення становила 800 осіб/км².  Було 2867 помешкань (367/км²).
Расовий склад населення:
| - 97,7 % — білих - 0,5 % — чорних або афроамериканців - 0,2 % — корінних американців - 0,1 % — азіатів |

До двох чи більше рас належало 1,1 %. Частка іспаномовних становила 1,2 % від усіх жителів.
За віковим діапазоном населення розподілялося таким чином: 23,3 % — особи молодші 18 років, 58,7 % — особи у віці 18—64 років, 18,0 % — особи у віці 65 років та старші. Медіана віку мешканця становила 39,4 року. На 100 осіб жіночої статі у місті припадало 86,3 чоловіків;  на 100 жінок у віці від 18 років та старших — 81,0 чоловіків також старших 18 років.
Середній дохід на одне домашнє господарство  становив 53 584 долари США (медіана — 42 955), а середній дохід на одну сім'ю — 64 365 доларів (медіана — 54 364). Медіана доходів становила 45 033 долари для чоловіків та 23 702 долари для жінок. За межею бідності перебувало 18,9 % осіб, у тому числі 35,4 % дітей у віці до 18 років та 10,7 % осіб у віці 65 років та старших.
Цивільне працевлаштоване населення становило 2764 особи. Основні галузі зайнятості: освіта, охорона здоров'я та соціальна допомога — 24,4 %, роздрібна торгівля — 19,4 %, виробництво — 15,4 %.